# Lejeunea kashyapii
Lejeunea kashyapii är en bladmossart som beskrevs av M.Dey, D.K.Singh et D.Singh. Lejeunea kashyapii ingår i släktet Lejeunea och familjen Lejeuneaceae. Inga underarter finns listade i Catalogue of Life.